# Васильев, Павел Фёдорович
Па́вел Фёдорович Васи́льев (6 ноября 1906 года, Остров, ныне Псковская область — 15 августа 1945 года, населенный пункт Егуайла, Маньчжурия) — советский военный деятель, полковник. Герой Советского Союза.

## Начальная биография
Павел Фёдорович Васильев родился 6 ноября 1906 года в городе Остров ныне Псковской области в семье крестьянина.
Рано бросив школу, Васильев начал работать на железной дороге сначала десятником, а затем — мастером ремонтных работ. Затем работал землеустроителем, заведующим торфопредприятием в Мордовской АССР.

## Военная служба

### Довоенное время
В 1932 году был призван в РККА.
В 1939 году вступил в ряды ВКП(б).
В 1941 году закончил Артиллерийскую академию имени Ф. Э. Дзержинского.

### Великая Отечественная война
С 1941 года принимал участие в боях на фронтах Великой Отечественной войны, встретив её в должности командира артиллерийского дивизиона в составе войск резерва СВГК в звании майора. С сентября 1941 года дивизион был включён в состав 355-й стрелковой дивизии, в дальнейшем удостоенной звания гвардейской.
Павел Фёдорович Васильев участвовал в Битве за Москву.
Во второй половине декабря началось наступление Калининского фронта на Ржевском направлении. В бой была введена 39-я армия, наступавшая юго-западнее Торжка. 355-я стрелковая дивизия вела наступление в направлении Рябинихи, в результате чего наткнулась на укреплённую оборону противника. Артиллеристы под командованием майора Васильева выкатили ночью орудия на позиции, открыв огонь прямой наводкой на рассвете по огневым позициям противника. Дивизия практически без потерь подошла к первой линии обороны и начала атаку, в результате чего противник отступил. 39-я армия наступала на юг и к 7 января 1942 года достигла Волги. Завязались бои на северных подступах ко Ржеву, продолжавшиеся до осени 1943 года, в результате чего была разгромлена ржевско-гжатско-вяземская группировка противника. В ходе этих боёв Васильев получил две тяжёлые контузии, но после лечения возвращался в свою часть. За успешное выполнение боевых заданий и проявленное при этом мужество был награждён медалью «За оборону Москвы» и орденом Красной Звезды.
Затем Васильев участвовал в Белорусской и Восточно-Прусской операциях.
С победой в Великой Отечественной войне 39-я армия была передислоцирована на Дальний Восток, где участвовала в советско-японской войне.
С 9 по 15 августа 1945 года Васильев умело организовал 300-километровый марш через Большой Хинган, своевременно ставил боевые задачи артиллерии дивизии и приданным ей частям, в результате чего стрелковые подразделения имели артиллерийскую поддержку.
В боях на участке Дэбоен-Яузцева 14 и 15 августа гвардии полковник Васильев находился в передовых частях, обеспечивая управление огнём артиллерии и способствовал успеху в наступлении.
При подходе к населенному пункту Егуайла 15 августа пехота попыталась задержать наступление. Павел Фёдорович Васильев, развернув на прямую наводку противотанковый дивизион, выехал на самоходном орудии вперёд, где корректировал огонь артиллерии и затем поднял пехоту в атаку, в результате которой погиб. Похоронен в Чите.
Указом Президиума Верховного Совета СССР от 8 сентября 1945 года за образцовое выполнение боевых заданий командования на фронте борьбы с японскими милитаристами и проявленные при этом мужество и героизм, гвардии полковнику Павлу Фёдоровичу Васильеву посмертно присвоено звание Героя Советского Союза.

## Награды
- Медаль «Золотая Звезда» (08.09.1945).
- Орден Ленина (08.09.1945).
- Орден Красного Знамени (25.04.1945).
- Орден Красной Звезды (22.02.1942).
- Медаль «За боевые заслуги» (03.11.1944).
- Медаль «За оборону Москвы».
- Медаль «За победу над Германией в Великой Отечественной войне 1941—1945 гг.».